# ГЕС Мусі
ГЕС Мусі — гідроелектростанція в Індонезії на острові Суматра. Використовує ресурс із річки Мусі, яка дренує східний схил хребта Букіт-Барісан та впадає до протоки Банка (Бангка), що з'єднує Південнокитайське і Яванське моря.
Для створення гідроенергетичної схеми з великим напором організували деривацію ресурсу із Мусі на інший, західний бік вододільного хребта Суматри. Для цього річку перекрили бетонною гравітаційною греблею висотою 16 метрів, яка утримує невелике сховище з площею поверхні 1,14 км2 та об'ємом 2,23 млн м3. Від нього прокладено тунель довжиною 2,6 км з діаметром 5 метрів, який переходить у напірний водовід довжиною 0,6 км з діаметром 4 метри, котрий подає ресурс до підземного машинного залу.
Основне обладнання станції становлять три турбіни типу Френсіс потужністю по 70 МВт, які при напорі у 404 метри забезпечують виробництво 1140 млн кВт-год електроенергії на рік.
Відпрацьована вода по відвідному тунелю прямує до річки Сімпангаур, котра на західному узбережжі Суматри впадає до Індійського океану (загальна довжина тунелів від греблі на Мусі при цьому становить 7,5 км). Оскільки природна течія у Сімпангаур значно менша, ніж об'єм отриманої через ГЕС води, на цій річці спорудили нижній балансуючий резервуар з площею поверхні 0,27 км2 з об'ємом 1,05 млн м3, котрий повинен запобігати затопленню розташованих нижче по течії територій.
Для видачі продукції її напруга піднімається до 150 кВ.
Можливо відзначити, що на Суматрі реалізовано кілька проектів з деривації ресурсу під вододільним хребтом Букіт-Барісан, при цьому ГЕС Сінгкарак так само перекидає воду зі сходу на захід, тоді як ГЕС Ренун працює у протилежному напрямку.